# Antigastra
Antigastra is een geslacht van vlinders uit de familie van de grasmotten (Crambidae). De wetenschappelijke naam is gepubliceerd in 1863 door Julius Lederer.

## Soorten
- Antigastra catalaunalis (Duponchel, 1833) — Sesammot
- Antigastra morysalis (Walker, 1859)